# 巴生兴华中学
巴生兴华中学（英語：Hin Hua High School）是马来西亚一所由华社出资创办的华文独立中学，位于雪兰莪巴生，于1947年6月15日建校。
今日，巴生興華中學是一所着名的華文獨立中學，配备了该地区最现代化的设施之一。截至2019年6月，該校有3420名学生與169名教学人员，包括清洁工人。

## 校史
巴生兴华中学创立于1947年6 月15日，是由一批巴生中华中学的家长、教师及学生联合发起办。定名为兴华中学”，具有“复兴中华”之意，并附设小学。首届董事长为吕吉埔先生，首任校长为张联宗先生（皆为创办人之一）。创校时学生209人，租借亚答屋、店铺及戏台作课室。
1960年该校不接受改制，保持华文中学传统而成为“独立中学”。惟受新教育法令的影响，学生人数逐年减少。1960年学生人数仍有451人，但到1968年终仅存30人。
在前辈们的不断努力和改革之下，如今，该学学生人数已超过了3000余人，教学设施完善，是一所强调人文科技相结合的现代化华文独立中学。